# Chalastra (fjäril)
Chalastra är ett släkte av fjärilar. Chalastra ingår i familjen mätare.
Kladogram enligt Catalogue of Life:
| Chalastra | \| \| Chalastra cinerascens \| \| \| \| \| \| Chalastra pellurgata \| \| \| \| \| \| Chalastra pelurgata \| \| \| \| \| \| Chalastra streptophora \| \| \| \| |
|           | \| \| Chalastra cinerascens \| \| \| \| \| \| Chalastra pellurgata \| \| \| \| \| \| Chalastra pelurgata \| \| \| \| \| \| Chalastra streptophora \| \| \| \| |
|           | Chalastra cinerascens |
|           | |
|           | Chalastra pellurgata |
|           | |
|           | Chalastra pelurgata |
|           | |
|           | Chalastra streptophora |
|           | |